# تيري وستلي
تيري وستلي (بالإنجليزية: Terry Westley)‏ هو مدرب كرة قدم ولاعب كرة قدم بريطاني، ولد في 18 سبتمبر 1959 في إبسوتش في المملكة المتحدة. لعب مع نادي لوتون تاون.

## وصلات خارجية
- تيري وستلي على موقع قاعدة بيانات كرة القدم.إي يو (الإنجليزية)
- تيري وستلي على موقع Soccerbase.com (مدرب) (الإنجليزية)